# Anatomia dental
A Anatomia dental é um segmento da anatomia dedicado ao estudo da estrutura dental humana. Tanto o desenvolvimento, morfologia função e contato entre eles, denominado oclusão. Sua formação começa antes mesmo do nascimento e sua morfologia é ditada durante este tempo. A anatomia dental também é uma ciência taxonômica, mas está mais focada na divulgação dos nomes dos dentes e das estruturas das quais eles são feitos. Estas informações são de grande importância para o tratamento odontológico.
Normalmente, existem vinte dentes decíduos, mais conhecidos como "dentes de leite" e trinta e dois dentes permanentes. Entre os dentes decíduos, dez são normalmente encontrados na maxila e os outros dez na mandíbula. Entre os dentes permanentes, dezesseis são encontrados na maxila e os outros dezesseis na mandíbula. A maior parte dos dentes têm características  que os distinguem dos outros.

## Desenvolvimento dentário

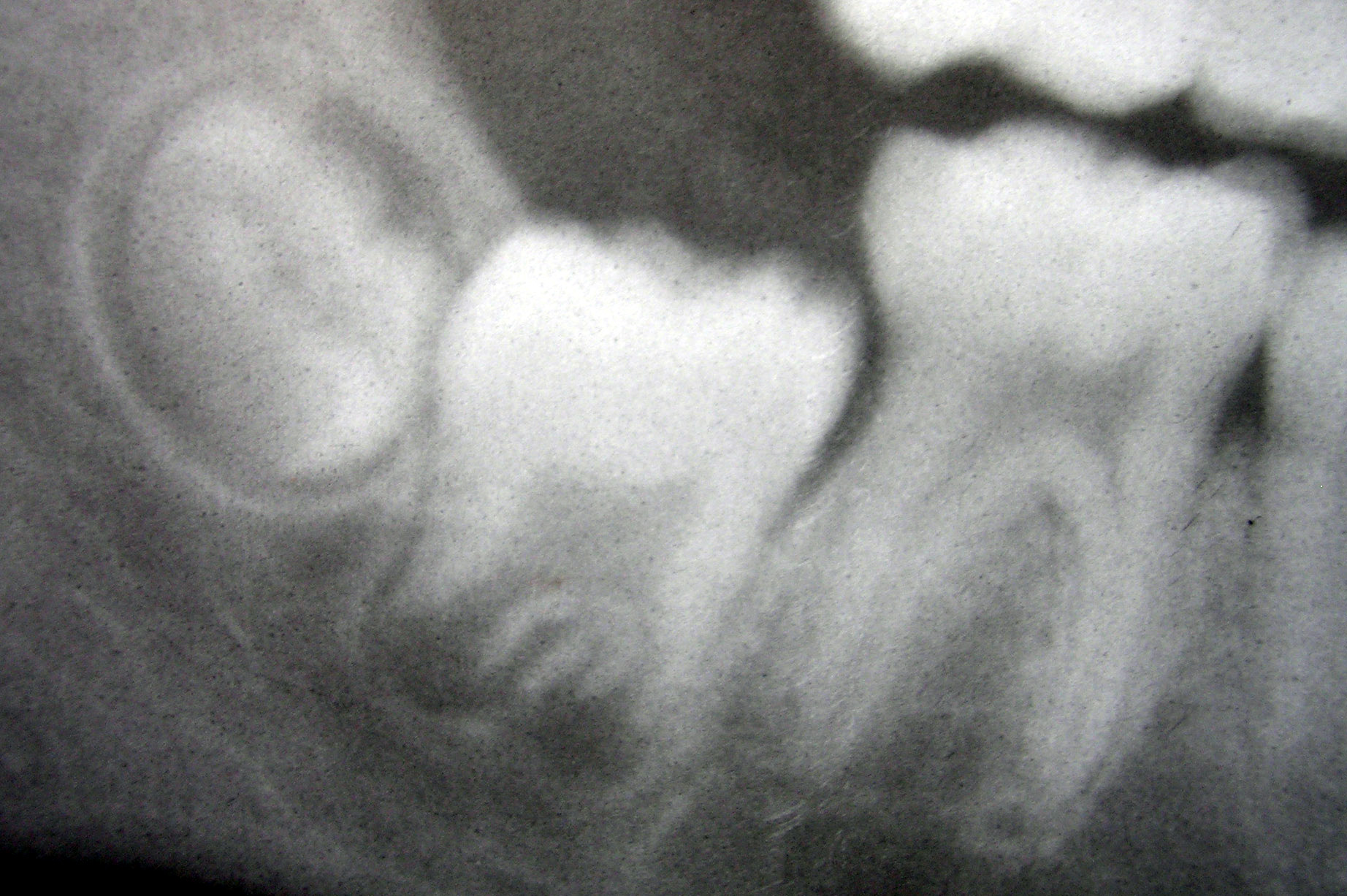
Radiografia inferior direita (da esquerda para direita) terceiro, segundo e terceiro molares, em estágios de desenvolvimento distintos.

O desenvolvimento dentário é um complexo processo pelo qual os dentes se formam a partir de células embrionárias, crescem e irrompem. Em dentes humanos saudáveis esperam-se encontrar esmalte, dentina, cemento, e o desenvolvimento do periodonto durante o crescimento fetal. A dentição decídua começam a ser formada entre a sexta e oitava semana no útero, e dentes permanentes começam a formar na vigésima semana. Se os dentes não começarem a se desenvolver nessas semanas, eles não irão se desenvolver ao todo.
É amplamente aceito que não existe um fator dos tecidos do primeiro arco branquial para o desenvolvimento dos dentes . A fase de broto (algumas vezes chamada o germe dental) é um agregado de células, e está organizada em três partes: o órgão do esmalte, a papila dental e do folículo dental.
O órgão do esmalte é composto por epitélio do esmalte exterior, interior esmalte epitélio, retículo estrelado e estrato intermediário. Estas células dão origem a ameloblastos, que produzem o esmalte e esmalte epitélio reduzido. O crescimento das células cervicais em tecidos mais profundos formam a bainha radicular, que determinam a forma da raiz do dente. A papila dental contém células que se desenvolvem-se em odontoblastos, que são células formadoras de dentina. Além disso, a junção entre o interior eo esmalte dental papila epitélio determina a forma de uma coroa dentária . O folículo dental dá origem a três importantes elementos: cementoblastos, osteoblastos, e fibroblastos. Cementoblastos formar o cemento de um dente. Osteoblastos dão seu lugar no osso alveolar a raízes dos dentes. Fibroblastos desenvolvem ligamentos periodontais de conexões de dentes ao osso alveolar através de cemento.
O desenvolvimento é normalmente dividido nas seguintes fases: a fase broto, o capuz, sino, e finalmente maturação. A divisão do desenvolvimento dentário é uma tentativa de categorizar as mudanças que ocorrem, porém, é difícil decidir o estádio devido o aparecimento de diferentes variáveis histológicas de secções do mesmo dente, que podem parecem ser de diferentes fases..